# Filialkirche Neuruppersdorf

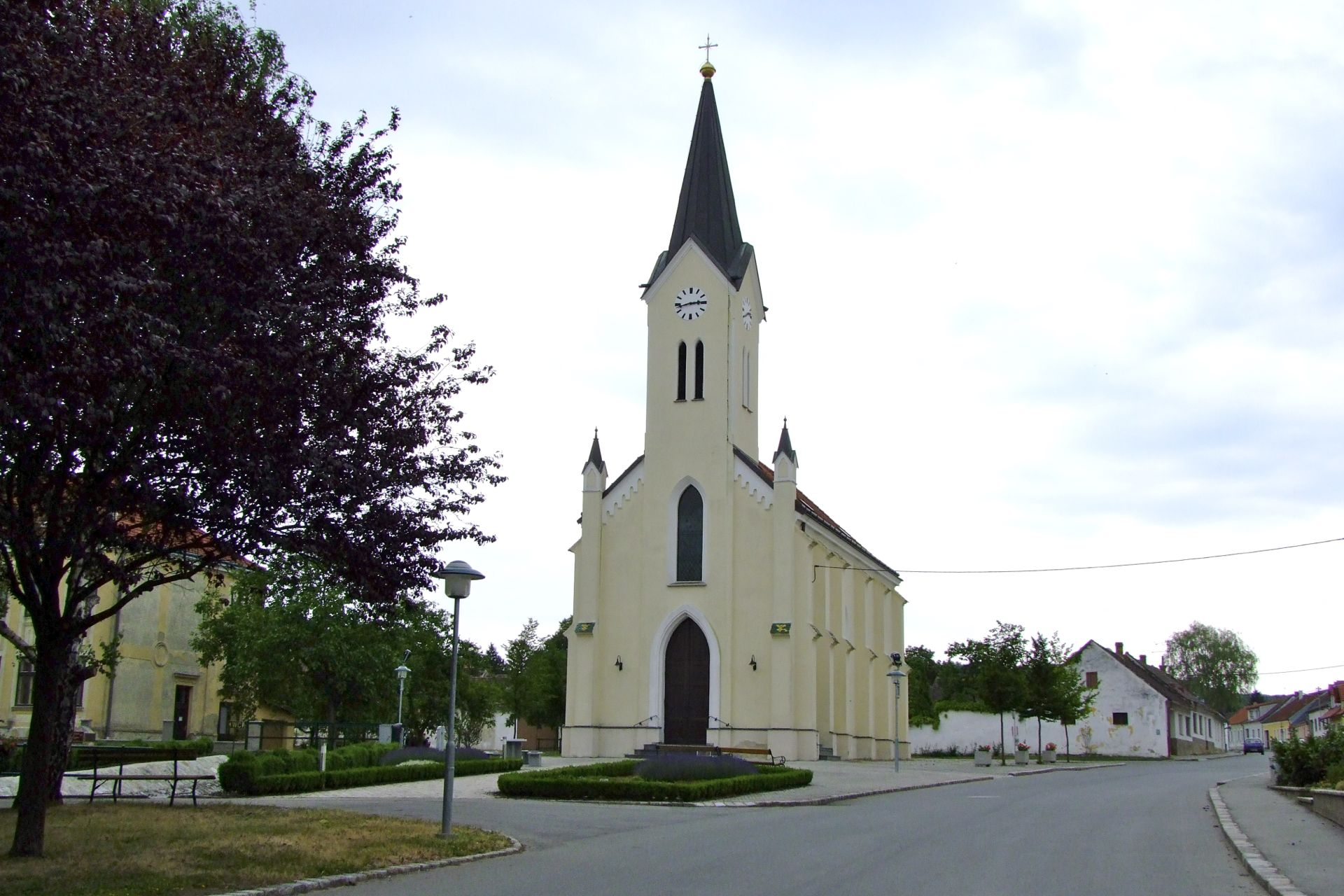
Katholische Filialkirche Mariahilf in Neuruppersdorf

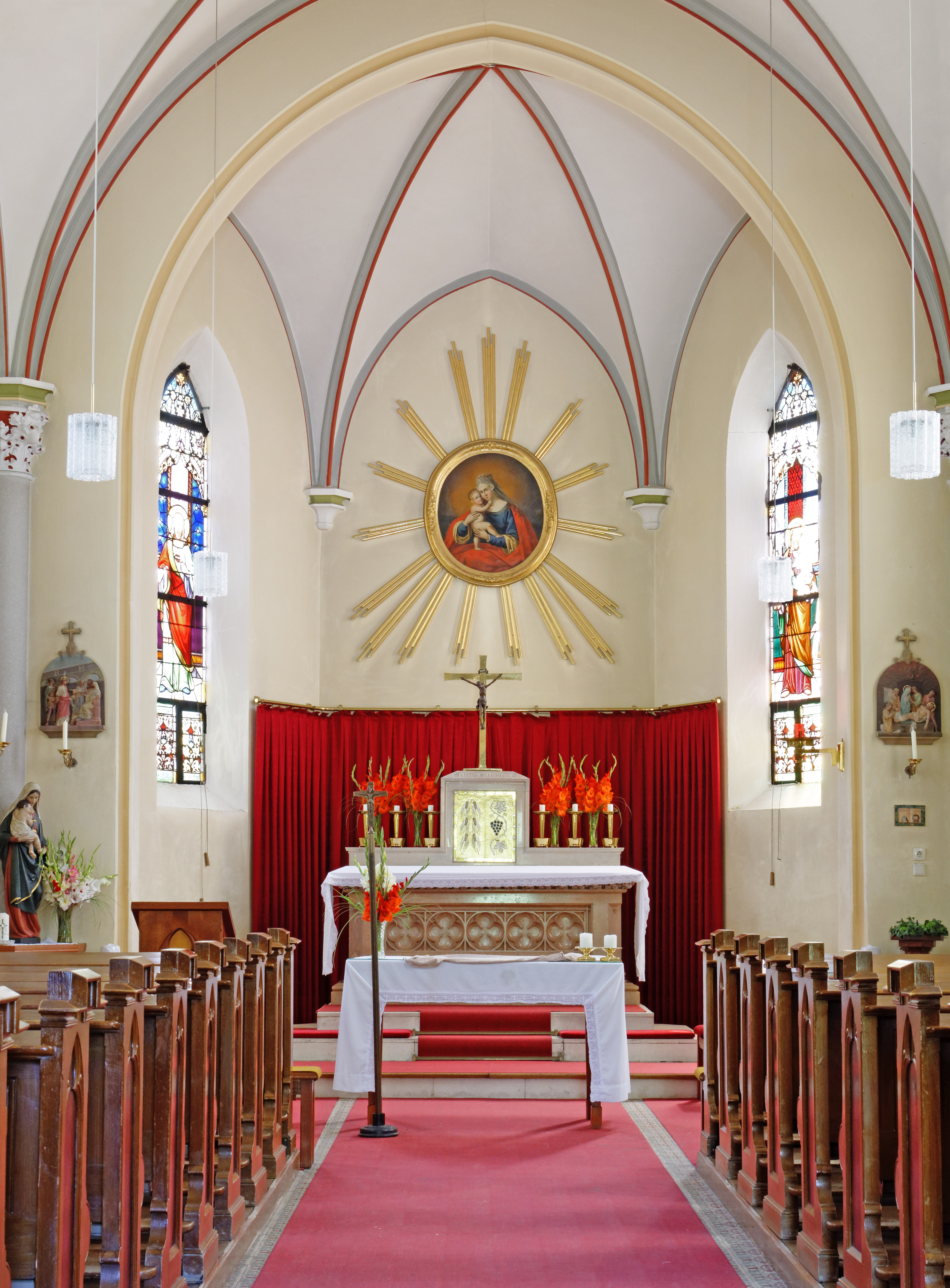
Im Langhaus zum Chor

Die römisch-katholische Filialkirche Neuruppersdorf ist der Heiligen Maria, Mutter Jesu in ihrer Funktion als Helferin geweiht. Sie gehört zum Dekanat Laa-Gaubitsch im Vikariat Unter dem Manhartsberg der Erzdiözese Wien. Die Kirche steht unter Denkmalschutz (Listeneintrag).

## Geschichte
Die Filialkirche am Anger von Neuruppersdorf wurde 1903/1904 an Stelle der alten und baufälligen Ortskapelle errichtet und am 15. November 1904 geweiht.

## Architektur
Der einheitlich neugotische Bau hat einen leicht eingezogenen Chor mit Fünfachtelschluss, Strebepfeiler und Spitzbogenfenster. Die Westfassade ist flankiert von Streben mit Fialen. Der leicht vorgezogene Fassadenturm mit Giebelspitzhelm und spitzbogigen Schallfenstern ist durch ein Spitzbogenportal zugänglich, das zugleich das Hauptportal der Kirche ist. Das Kreuzrippengewölbe des vierjochigen Langhauses ruht auf Halbsäulen mit Blattkapitellen. An der Westseite befindet sich eine Empore. Im Osten führt ein spitzbogiger Triumphbogen in den Chor. Die Glasfenster der Kirche sind mit 1904 datiert.

## Ausstattung
Der Altartisch wurde 1964 aus dem ehemaligen Marmorsarkophag des Heiligen Klemens Maria Hofbauer angefertigt. Das Altarblatt ist ein Mariahilf-Bild vom Ende des 18. Jahrhunderts in ovalem Rahmen. Zur weiteren Ausstattung zählen eine Rieger-Orgel von 1907 und reliefierte Kreuzwegstationen aus der Zeit um 1900.